# Wauchula
Wauchula é uma cidade localizada no estado americano da Flórida, no condado de Hardee, do qual é sede. Foi incorporada em 1907.

## Geografia
De acordo com o United States Census Bureau, a cidade tem uma área de 8,6 km², onde todos os 8,6 km² estão cobertos por terra.

### Localidades na vizinhança
O diagrama seguinte representa as localidades num raio de 40 km ao redor de Wauchula.

## Demografia
Segundo o censo nacional de 2010, a sua população é de 5 001 habitantes e sua densidade populacional é de 579,8 hab/km². É a localidade mais populosa do condado de Hardee e a que, em 10 anos, teve o maior crescimento populacional do condado. Possui 1 752 residências, que resulta em uma densidade de 203,1 residências/km².